# Aria graeca
Aria graeca (syn. Sorbus graeca) — вид квіткових рослин родини трояндових (Rosaceae).

## Біоморфологічна характеристика
Це мале дерево чи кущ.

## Поширення
Албанія, Алжир, Вірменія, Азербайджан, Боснія та Герцеговина, Болгарія, Хорватія, Кіпр, Франція, Грузія, Греція (у т. ч. Крит, Східно-Егейські острови), Угорщина, Італія (у т. ч. Сицилія), Ліван, Ліхтенштейн, Мальта, Марокко, Північна Македонія, Польща, Румунія, Росія, Сербія, Словаччина, Словенія, Сирія, Туреччина.
Зустрічається на скелях і в лісах, в субальпійських і верхніх лісових поясах.
В Україні росте у лісах, на кам'янистих схилах — у гірському Криму часто.